# Discurso de Gazimestán
El discurso de Gazimestán (en serbocroata, Govor na Gazimestanu) fue pronunciado el 28 de junio de 1989 por Slobodan Milošević, entonces presidente de la República Socialista de Serbia. Fue la pieza central de una jornada dedicada a conmemorar el 600 aniversario de la batalla de Kosovo, en la que el reino medieval serbio fue derrotado por el Imperio otomano. El discurso fue pronunciado ante un millón de personas, en el lugar donde se libró la batalla, el campo del Gazimestán en Kosovo Polje, en el centro de Kosovo. Se produjo en un contexto de intensa tensión étnica entre serbios y albaneses en Kosovo y de aumento de las tensiones políticas entre Serbia y las repúblicas constituyentes de la entonces República Socialista Federativa de Yugoslavia.
El discurso se convirtió en famoso por la referencia de Milošević a la posibilidad de "enfrentamientos armados" en el futuro del desarrollo nacional de Serbia. Muchos comentaristas han descrito esto como presagio de la caída de Yugoslavia y el derramamiento de sangre de las Guerras Yugoslavas. El discurso habla textualmente de "batallas" en el contexto de "aplicación económica, prosperidad política, cultural y social en general" y él mismo dijo más tarde que había sido manipulado. Esta tesis es compartida por distintos análisis, que mantienen que la posterior tergiversación del mensaje trajo funestas consecuencias para posteriores sucesos en la región.

## Contexto del discurso

Ubicación de Kosovo (color granate) en la RS de Serbia (amarillo) y en la RSF de Yugoslavia (azul claro). Kosovo Polje se encuentra en el centro del país.

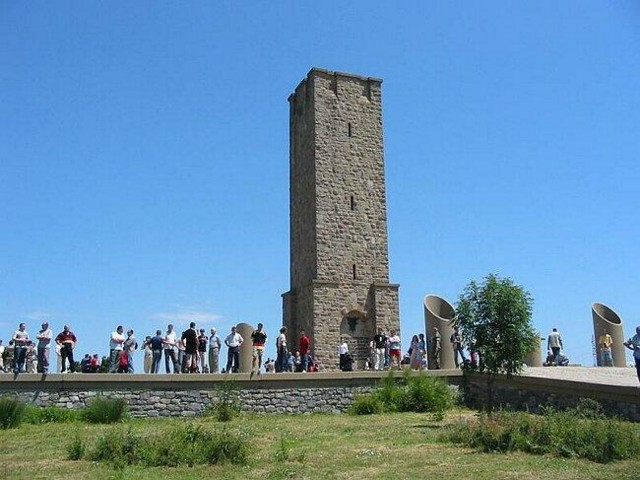
Monumento a la batalla de Kosovo en la llanura de Gazimestán -Kosovo Polje- donde se ubicó el escenario para los actos de conmemoración del 600 aniversario de la batalla. En 1389 un ejército serbio dirigido por el príncipe Lazar fue derrotado por los turcos otomanos, lo que significó la caída de Serbia en su poder.

En los años previos a la intervención, Kosovo se había convertido en un tema central en la política serbia. La provincia había recibido amplios derechos de autonomía en la Constitución yugoslava de 1974, en beneficio de la población albanesa, mayoría en la provincia. La reafirmación del nacionalismo albanés, la discriminación contra los serbios por las fuerzas policiales predominantemente albanesas de la provincia y por el gobierno local, y un empeoramiento de la economía condujo a un gran número de serbios y montenegrinos (alrededor de 100.000 entre 1961 y 1987) a abandonar la zona a principios de la década de 1980.
Ya en abril de 1987, Kosovo Polje se convirtió en el escenario de un famoso incidente cuando Slobodan Milošević -en aquel momento presidente de la sección serbia de la Liga de Comunistas de Yugoslavia- fue enviado al ayuntamiento de la ciudad para calmar a una muchedumbre de serbios que protestaban furiosos por la discriminación a la que estaban siendo sometidos por los albaneses de Kosovo, quienes dominaban la administración. Cuando los ciudadanos serbios se quejaron de que habían sido golpeados por la policía albanesa, Milošević les dijo: "Nadie tiene derecho a golpearles ... Nadie les volverá a golpear nunca". El incidente le dio el apoyo de la población serbia, lo que le impulsó a la presidencia de Serbia dos años después.
Así, a principios de 1989 Milošević impulsó una nueva constitución que redujo drásticamente la autonomía de las provincias autónomas de Kosovo y Voivodina. Muchos albaneses murieron en marzo de ese año en manifestaciones contra la nueva Constitución, que fueron violentamente reprimidas por las fuerzas de seguridad serbias. 
En junio, la atmósfera en Kosovo estaba en calma, pero tensa. El discurso iba a ser el punto culminante de la conmemoración del 600 aniversario de la batalla, que significó la conquista de Serbia por los otomanos. El evento fue también investido de un importante significado religioso: en los meses anteriores a la celebración, los restos del príncipe Lazar, líder de los serbios en la batalla de Kosovo, fueron llevados en procesión por todo el territorio yugoslavo habitado por serbios. En estas circunstancias, se calcula que aproximadamente un millón de serbios acudieron a los actos de Gazimestán, que fueron boicoteados por el miembro croata de la Presidencia federal, Stipe Suvar, así como por el embajador de Estados Unidos y todos los embajadores de la Comunidad Europea y de la OTAN, con la excepción de Turquía (que tenía un interés directo al ser considerado el Estado sucesor del Imperio otomano). Después de ser escoltado a través de las multitudes que le vitoreaban agitando su foto junto a la de Lazar, y en un ambiente de exacerbado nacionalismo, Milošević pronunció su discurso sobre un enorme escenario con un telón de fondo que contenía poderosos símbolos del mito de Kosovo.

## Contenido
En Gazimestán, Milošević utilizó el discurso nacionalista y victimista para legitimar su régimen, utilizando los viejos símbolos en una mezcla de historia reciente con épica medieval. Presentó la victimización serbia como resultado de un mal liderazgo político y habló de cómo "el liderazgo de Serbia [había] permanecido dividido, proclive a transigir en detrimento de su propio pueblo". Afirmó:

"El hecho de que en esta región se encuentre una gran nación no es un pecado ni una vergüenza para Serbia, es una ventaja que no se ha utilizado contra otros, pero debo decir que aquí, en este gran y legendario campo de Kosovo, los serbios tampoco utilizaron la ventaja de su grandeza para su propio beneficio."

También señaló que esta pasividad iba a cambiar:

"Por culpa de sus dirigentes y políticos y su mentalidad vasalla, [los serbios] se sentían culpables ante sí mismos y ante los demás. Esta situación se prolongó durante años, durante décadas, y aquí estamos ahora en el campo de Kosovo para decir que este ya no es el caso (...) La Serbia de hoy está unida e igualada a otras repúblicas, y dispuesta a hacer todo lo posible para mejorar su situación financiera y social y la de todos sus ciudadanos. Si hay unidad, cooperación y seriedad, tendrá éxito en hacerlo."

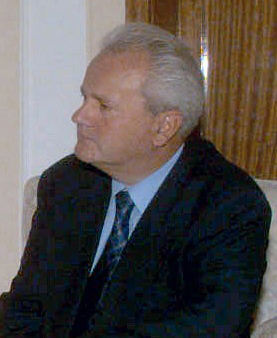
Imagen de Slobodan Milošević. Durante el juicio a que fue sometido en La Haya por el Tribunal Penal Internacional para la ex Yugoslavia por su responsabilidad en las Guerras Yugoslavas, se le consideró instigador de las mismas a través del discurso de Gazimestán.

En la sección central de su intervención, alabó las virtudes de la tolerancia étnica y el socialismo, las proclamas que la multitud recibió con mayor silencio. Después de emitir un llamamiento a "la unidad, la solidaridad y la cooperación entre las personas", Milošević dio paso al pasaje más polémico del discurso, afirmando:

"Seis siglos más tarde, estamos comprometidos en nuevas batallas, que no son armadas, aunque tal situación no puede excluirse aún. En cualquier caso, las batallas no pueden ganarse sin la resolución, el denuedo y el sacrificio, sin las calidades nobles que estaban presentes en los campos de Kosovo en aquellos días del pasado. Nuestra batalla principal ahora es implementar el bienestar económico y el progreso político y cultural, y la prosperidad social general, para encontrar un rápido y exitoso futuro a la civilización que vivirá en el siglo XXI."

En la parte final del discurso, se refirió a la relación entre Serbia y Europa. Interpretó a la Serbia medieval no sólo como defensora de su propio territorio, sino de toda Europa en la lucha contra los turcos otomanos:

"Hace seis siglos, Serbia se defendió heroicamente a sí misma en el campo de Kosovo, pero también en aquella ocasión defendía a Europa. Serbia era entonces el bastión que defendió la cultura europea, la religión y la sociedad europea en general. Por tanto, hoy parece injusto, poco histórico y absurdo entender Serbia como algo distinto a Europa."

Concluyendo el discurso con las proclamas:

"¡Que la memoria del heroísmo de Kosovo sobreviva siempre!
¡Larga vida a Serbia!
¡Larga vida a Yugoslavia!
¡Larga vida y hermandad entre pueblos!"

## Repercusión

### Interpretaciones
Según algunos medios, como The Washington Post, desde el día del discurso "los serbios no han dejado de recordarse a sí mismos y al mundo que están luchando por la defensa misma de Europa contra el fundamentalismo islámico". Las reclamaciones de Milošević de que los serbios "lucharon por su libertad y cuando podían también por la libertad de los demás" fueron vistas por algunos como un compromiso hacia un nuevo trazado de las fronteras interiores de Yugoslavia por la fuerza, para crear una Gran Serbia.
El diario de Belgrado Politika ofreció el discurso de Milošević en su totalidad en una edición especial dedicada íntegramente a la cuestión de Kosovo. Se afirmó en un editorial que "estamos viviendo una vez más en los tiempos de Kosovo, y Kosovo y sus alrededores determinarán el destino de Yugoslavia y del socialismo. Quieren quitarnos Kosovo de Serbia y de Yugoslavia, pero no lo conseguirán".
El momento del discurso también coincidió con la efervescencia nacionalista en otras repúblicas yugoslavas. El nerviosismo del momento se reflejó en el reporte que la televisión eslovena Radiotelevizija Slovenija hizo del discurso, en el que señaló: 

"...y todo el significado de la batalla de Kosovo puede influir en la conciencia nacional e íntima de los serbios; los festejos en Gazimestán volvieron a confirmar que será difícil hacer frente a la conducta de Serbia y sus deseos, ya que parece que los serbios obtuvieron una importante victoria hoy en Kosovo, e hicieron saber que no sería la última. El sentimiento de pertenencia, de unidad, de poder y de obediencia casi ciega de una multitud de un millón de personas y el resto de serbios o montenegrinos que no han asistido a la reunión, son los elementos en la conformación de una política fuerte y tenaz."

Muchos comentaristas han interpretado el discurso en retrospectiva como una declaración codificada por Milošević de que estaba dispuesto a utilizar la fuerza para defender los intereses de Serbia; Tim Judah especula que Milošević quizás se refiere a la "lucha armada" como un intento de "intimidar a los demás dirigentes yugoslavos, que por protocolo se vieron obligados a asistir al evento".

### Juicio
Durante el juicio a que Milošević fue sometido en La Haya por el Tribunal Penal Internacional para la ex Yugoslavia por su responsabilidad en las Guerras Yugoslavas, se le consideró instigador de las mismas a través del discurso de Gazimestán. Milošević rechazó este punto de vista, y replicó:

"Ni una sola de mis palabras se refirió a una actitud belicista, en absoluto. Todo lo contrario, se trata de un discurso de paz, alentando a la gente a vivir juntos en armonía, todas las nacionalidades, los turcos, goranis y ashkalíes que viven en Kosovo, así como en toda la ex Yugoslavia."

En cuanto a su alusión a las "batallas", aclaró:

""Es un término habitual que todo el mundo usa hoy en día, porque la paz aún no es un estado permanente en el mundo actual, en el mundo moderno. Y si no fuera así, ¿por qué los Estados tienen ejércitos?"